# سعید سعدی
سعید سعدی (زاده ۱ دی ۱۳۴۱ - تفرش) تهیه‌کننده سینمای اهل ایران است.

## تهیه‌کننده
- خداداد (مجموعه تلویزیونی)
- نجلا ۲ (مجموعه تلویزیونی)
- بعد از آزادی (مجموعه تلویزیونی)
- نجلا (مجموعه تلویزیونی)
- بچه مهندس (مجموعه تلوزیونی)
- خدای جنگ (۱۴۰۳)
- پالایشگاه (۱۴۰۱)
- بی‌رویا (۱۴۰۰)
- گیسوم (۱۳۹۹)
- تومان (۱۳۹۷)
- پریسا (۱۳۹۶)
- دم‌سرخ‌ها (۱۳۹۶)
- مغزهای کوچک زنگ‌زده (۱۳۹۶)
- راه رفتن روی سیم (۱۳۹۵)
- دریاچه ماهی (۱۳۹۵)
- گشت ویژه (۱۳۹۵) (مجموعه تلویزیونی)
- خشم و هیاهو (۱۳۹۴)
- من (۱۳۹۴)
- قندون جهیزیه (۱۳۹۳)
- ۵۰ قدم آخر (۱۳۹۲)
- آرایش غلیظ (۱۳۹۲)
- راه نجات (۱۳۹۱)
- سیزده (۱۳۹۱)
- اینجا شهر دیگری است (۱۳۹۰)
- روزهای زندگی (۱۳۹۰)
- آلزایمر (۱۳۸۹)
- اینجا بدون من (۱۳۸۹)
- کیفر (۱۳۸۸)
- تردید (۱۳۸۷)
- موش (۱۳۸۷)
- در میان ابرها (۱۳۸۶)
- سریال «سلام» (۱۳۸۶)
- مثل یک قصه (۱۳۸۵)
- گیلانه (۱۳۸۳)
- روایت سه‌گانه (اپیزود اول، یک آرزوی کوچک) (۱۳۸۲)
- روایت سه‌گانه (اپیزود دوم، شوخی‌های خدا) (۱۳۸۲)
- روایت سه‌گانه (اپیزود سوم، ننه گیلانه) (۱۳۸۲)

## جشنواره‌ها[نیازمند منبع]
- برنده جایزه نتپک بهترین فیلم (گیلانه) در دوازدهمین دوره جشنواره بین‌المللی فیلم آسیایی وزول فرانسه - ۱۳۸۴
- برنده جایزه فیپرشی بهترین فیلم (گیلانه) در هفتمین دوره جشنواره بین‌المللی فیلم آسیایی سینه فن هند - ۱۳۸۴
- برنده سیمرغ بلورین بهترین فیلم (در میان ابرها) در بیست و ششمین دوره جشنواره فیلم فجر (بخش مسابقه نگاه اول - نخستین فیلم بلند فیلم‌ساز) - ۱۳۸۶
- برنده سیمرغ بلورین بهترین فیلم (تردید) در بیست و هفتمین دوره جشنواره فیلم فجر - ۱۳۸۷
- برنده دیپلم افتخار بهترین فیلم (آلزایمر) در بیست و نهمین دوره جشنواره فیلم فجر - ۱۳۸۹
- برنده جایزه حقوق بشر بهترین فیلم (روزهای زندگی) در سی‌امین دوره جشنواره فیلم فجر - ۱۳۹۰
- برنده جایزه ویژه هیئت داوران، بهترین فیلم (روزهای زندگی) در دوازدهمین دوره جشنواره فیلم مقاومت (دفاع مقدس) - ۱۳۹۱
- برنده جایزه تندیس و دیپلم افتخار، بهترین فیلم (روزهای زندگی) در دوازدهمین دوره جشنواره فیلم مقاومت (دفاع مقدس) - ۱۳۹۱
- برنده سیمرغ بلورین بهترین فیلم از نگاه تماشاگران (مغزهای کوچک زنگ زده) از سی و ششمین دوره جشنواره فیلم فجر - ۱۳۹۶